# Беларусь на чемпионате мира по хоккею с шайбой 2007
Сборная Белоруссии на чемпионате мира по хоккею с шайбой 2007 заняла шестое место в группе F(Ф) квалификационного этапа, в которую она попала с 3-го места группы B (Б). В общем зачете сборная Белоруссии разместилось на одиннадцатом месте, опередив Украину, Австрию, Норвегию, Латвию и Италию.
Всего сборная Белоруссии на чемпионате набрала 3 очка. Проведя шесть матчей, сборная забила 19 шайб, пропустив 31. Таким образом, разница забитых и пропущенных шайб составила −12 шайб. На матчи сборной Белоруссии пришло около 25 тысяч зрителей.

## Состав
Главный тренер:  Курт Фрэйзер
| Вратари    |                     |                                   |                 |
| Номер      | Имя                 | Клуб                              | Дата рождения   |
| 2          | Сергей Шабанов      | «Металлург» (Новокузнецк, Россия) | 24 февраля 1974 |
| 31         | Андрей Мезин        | «Салават Юлаев» (Уфа, Россия)     | 8 июля 1974     |
| 33         | Степан Горячевских  | «Юность-Минск»                    | 26 июня 1985    |
| Защитники  |                     |                                   |                 |
| Номер      | Имя                 | Клуб                              | Дата рождения   |
| 3          | Олег Леонтьев       | «Юность-Минск»                    | 15 ноября 1970  |
| 4          | Александр Макрицкий | «Динамо» (Минск)                  | 11 августа 1971 |
| 5          | Александр Рядинский |                                   | 1 апреля 1978   |
| 7          | Сергей Еркович      | «Юность-Минск»                    | 9 марта 1974    |
| 15         | Андрей Глебов       | «Динамо» (Минск)                  | 8 марта 1980    |
| 27         | Александр Журик     | «Динамо» (Минск)                  | 29 мая 1975     |
| 43         | Виктор Костюченок   | «Лада» (Тольятти, Россия)         | 7 июня 1979     |
| 70         | Владимир Денисов    | «Лада» (Тольятти, Россия)         | 29 июня 1984    |
| Нападающие |                     |                                   |                 |
| Номер      | Имя                 | Клуб                              | Дата рождения   |
| 8          | Андрей Михалев      | «Керамин» (Минск)                 | 23 февраля 1978 |
| 10         | Олег Антоненко      | «Динамо» (Минск)                  | 1 июля 1971     |
| 11         | Александр Кулаков   | «Динамо» (Минск)                  | 15 мая 1983     |
| 14         | Алексей Страхов     | «Керамин» (Минск)                 | 16 октября 1975 |
| 16         | Александр Боровков  | «Химволокно» (Могилев)            | 28 января 1982  |
| 18         | Алексей Угаров      | «Нефтехимик» (Нижнекамск, Россия) | 2 января 1985   |
| 19         | Дмитрий Мелешко     | «Салават Юлаев» (Уфа, Россия)     | 8 ноября 1982   |
| 22         | Сергей Заделёнов    | «Нефтехимик» (Нижнекамск, Россия) | 27 февраля 1976 |
| 26         | Сергей Кукушкин     | «Лада» (Тольятти, Россия)         | 24 июля 1985    |
| 30         | Артем Волков        | «Юность-Минск»                    | 28 января 1985  |
| 77         | Дмитрий Дудик       | «Динамо» (Минск)                  | 2 ноября 1977   |
| 93         | Евгений Курилин     | «Динамо» (Минск)                  | 3 января 1979   |

## Матчи

### Предварительный раунд
| 27 апреля, 2007                                                 | \| Белоруссия \| 2:8 \| Чехия \| \| О.Антоненко (С.Заделенов) 16:18 О.Антоненко (С.Заделенов) 27:40 \| Голы \| Глинка Я. (Жидлицки М., Сикора П.) 07:57 (бол.) Выборны Д. (Сикора П.) 10:19 (бол.) Плеканец Т. (Олеш Р.) 16:31 Олеш Р. (Плеканец Т.) 18:41 Сикора П. (Жидлицки М., Глинка Я.) 27:21 Плеканец Т. (Баринка М., Иргл З.) 42:27 Марек Ян. 45:13 (бол.) Иргл З. 45:28 \| | Стадион: Арена Мытищи, Мытищи Зрителей: 5400 Судьи: Брент Рейбер (Швейцария); Томас Гемейнхардт (Германия); Андреас Карлберг (Швеция); |
| Белоруссия                                                      | 2:8 | Чехия |
| О.Антоненко (С.Заделенов) 16:18 О.Антоненко (С.Заделенов) 27:40 | Голы | Глинка Я. (Жидлицки М., Сикора П.) 07:57 (бол.) Выборны Д. (Сикора П.) 10:19 (бол.) Плеканец Т. (Олеш Р.) 16:31 Олеш Р. (Плеканец Т.) 18:41 Сикора П. (Жидлицки М., Глинка Я.) 27:21 Плеканец Т. (Баринка М., Иргл З.) 42:27 Марек Ян. 45:13 (бол.) Иргл З. 45:28 |

| 29 апреля, 2007 | \| США \| 5:1 \| Белоруссия \| \| Д.Джонсон (Б.Боченски) 2:40 Л.Стемпняк (Т.Арнасон) 4:47 Ч.Лароуз (Т.Петерсен) 17:45 К.Кларк (П.Штясны) 24:30 Л.Стемпняк (К.Кларк) 35:05 (бол.) \| Голы \| О.Антоненко (С.Кукушкин) 43:31 \| | Стадион: Арена Мытищи, Мытищи Зрителей: 3600 Судьи: Виннерборг (Швеция), С.Фонселиус (Финляндия), А. Карлберг (Швеция) |
| США | 5:1 | Белоруссия |
| Д.Джонсон (Б.Боченски) 2:40 Л.Стемпняк (Т.Арнасон) 4:47 Ч.Лароуз (Т.Петерсен) 17:45 К.Кларк (П.Штясны) 24:30 Л.Стемпняк (К.Кларк) 35:05 (бол.) | Голы | О.Антоненко (С.Кукушкин) 43:31                                                                                         |

| 1 мая, 2007                                                | \| Австрия \| 2:5 (1:2, 1:2, 0:1) \| Белоруссия \| \| А. Лакос (О. Зетцзингер)18:40 (бол.) А. Лакос 24:26 (бол.) \| Голы \| А. Глебов (А.Угаров, В.Костюченок) 3:06 (бол.) Д.Дудик 17:48 А.Угаров (О.Антоненко, С.Заделенов) 27:10 (бол.) О.Антоненко (С.Заделенов, В.Костюченок) 33:14 (бол.) А.Кулаков (Е.Курилин) 54:34 \| | Стадион: Арена Мытищи, Мытищи Зрителей: 4700 Судьи: Я.-П. Ронн (Норвегия) Р.Якобсен (Дания) М.Масик (Словакия)                                                                                 |
| Австрия                                                    | 2:5 (1:2, 1:2, 0:1) | Белоруссия |
| А. Лакос (О. Зетцзингер)18:40 (бол.) А. Лакос 24:26 (бол.) | Голы | А. Глебов (А.Угаров, В.Костюченок) 3:06 (бол.) Д.Дудик 17:48 А.Угаров (О.Антоненко, С.Заделенов) 27:10 (бол.) О.Антоненко (С.Заделенов, В.Костюченок) 33:14 (бол.) А.Кулаков (Е.Курилин) 54:34 |

### Квалификационный раунд
| 4 мая 2007 | \| Канада \| 6:3 (0:1, 5:0, 1:2) \| Белоруссия \| \| Ш.Доун (Р.Нэш) 22:38 (мен.) Ш.Доун (Д.Тэйвз, Р.Нэш) 25:15 (бол.) Д.Тэйвз (Д.Чимера) 28:32 Ш.Доун (Б.Джэкмэн, М.Ломбарди) 29:13 М.Каммаллери (3 PHANEUF D, Э.Стаал) 36:20 М.Ломбарди (К.Армстронг, М.Коммодор) 56:15 \| Голы \| А.Угаров (О.Антоненко, Д.Мелешко) 8:43 (2хбол.) А.Рядинский (А.Кулаков, В.Денисов) 49:58 Д.Мелешко (О.Леонтьев, О.Антоненко) 58:53 (2хбол.) \| | Стадион: Арена Мытищи, Мытищи Зрителей: 6200 Судьи: Петер Йонак (Словакия), Ансис Эглитис (Латвия), Андерс Калберг (Швеция)                 |
| Канада | 6:3 (0:1, 5:0, 1:2) | Белоруссия |
| Ш.Доун (Р.Нэш) 22:38 (мен.) Ш.Доун (Д.Тэйвз, Р.Нэш) 25:15 (бол.) Д.Тэйвз (Д.Чимера) 28:32 Ш.Доун (Б.Джэкмэн, М.Ломбарди) 29:13 М.Каммаллери (3 PHANEUF D, Э.Стаал) 36:20 М.Ломбарди (К.Армстронг, М.Коммодор) 56:15 | Голы | А.Угаров (О.Антоненко, Д.Мелешко) 8:43 (2хбол.) А.Рядинский (А.Кулаков, В.Денисов) 49:58 Д.Мелешко (О.Леонтьев, О.Антоненко) 58:53 (2хбол.) |

| 6 мая 2007 | \| Словакия \| 4:3 (1:1, 2:2, 1:0) \| Белоруссия \| \| З.Хара (М.Госса, М.Габорик) 11:57 (бол.) М.Габорик (П.Демитра) 22:14 М.Габорик (М.Госса, З.Хара) 24:33 П.Демитра (М.Габорик, П.Подхрадски) 59:21 \| Голы \| А.Угаров (А.Рядинский, С.Заделенов) 15:53 О.Антоненко (С.Заделенов, А.Угаров) 33:47 К.Кольцов (А.Кулаков, Д.Мелешко) 34:17 \| | Стадион: Арена Мытищи, Мытищи Зрителей: 2800 Судьи: Юрри Роон (Финляндия), Ансис Эглитис (Латвия), Андерс Калберг (Швеция) |
| Словакия | 4:3 (1:1, 2:2, 1:0) | Белоруссия |
| З.Хара (М.Госса, М.Габорик) 11:57 (бол.) М.Габорик (П.Демитра) 22:14 М.Габорик (М.Госса, З.Хара) 24:33 П.Демитра (М.Габорик, П.Подхрадски) 59:21 | Голы | А.Угаров (А.Рядинский, С.Заделенов) 15:53 О.Антоненко (С.Заделенов, А.Угаров) 33:47 К.Кольцов (А.Кулаков, Д.Мелешко) 34:17 |

| 7 мая 2007 | \| Белоруссия \| 5:6 (2:3, 2:1, 1:2) \| Германия \| \| Д.Мелешко (В.Костюченок, К.Кольцов) 1:07 А.Кулаков (Д.Мелешко, К.Кольцов) 18:58 Д.Дудик 26:25 (мен.) К.Кольцов (Д.Мелешко, О.Леонтьев) 33:43 В.Костюченок (Д.Дудик) 52:46 (2хбол.) \| Голы \| М.Хаккерт (Ф.Гогулла) 5:50 А.Барта (С.Фелски, Д.Трипп) 12:08 (бол.) Р.Дитрих (Д.Кройцер, М.Хаккерт) 17:53 (бол.) С.Фелски (М.Анчичка) 25:19 (2хбол.) М.Вольф (Ф.Гогулла, М.Хаккерт) 45:24 (бол.) М.Вольф (Ф.Гогулла) 53:55 \| | Стадион: Арена Мытищи, Мытищи Зрителей: 2000 Судьи: Оле Хансон (Норвегия), Константин Горденко (Россия), Роман Пузар (Чехия)                                                                                               |
| Белоруссия | 5:6 (2:3, 2:1, 1:2) | Германия |
| Д.Мелешко (В.Костюченок, К.Кольцов) 1:07 А.Кулаков (Д.Мелешко, К.Кольцов) 18:58 Д.Дудик 26:25 (мен.) К.Кольцов (Д.Мелешко, О.Леонтьев) 33:43 В.Костюченок (Д.Дудик) 52:46 (2хбол.) | Голы | М.Хаккерт (Ф.Гогулла) 5:50 А.Барта (С.Фелски, Д.Трипп) 12:08 (бол.) Р.Дитрих (Д.Кройцер, М.Хаккерт) 17:53 (бол.) С.Фелски (М.Анчичка) 25:19 (2хбол.) М.Вольф (Ф.Гогулла, М.Хаккерт) 45:24 (бол.) М.Вольф (Ф.Гогулла) 53:55 |

## Статистика
- Лучшим бомбардиром сборной Белоруссии на чемпионате стал Олег Антоненко, который забросил 5 шайб в ворота соперников. На втором месте по этому показателю с тремя шайбами расположился Алексей Угаров. Еще четыре белорусских хоккеистов забили по две шайбы.
- Сергей Заделенов, сделав шесть результативных передач, стал лучшим ассистентом сборной на чемпионате.
- Набрав восемь очков по системе «гол+пас», нападающий сборной Белоруссии Олег Антоненко стал лучшим по этому показателю. Второе место по этому показателю сразу два игрока: Сергей Заделенов и Дмитрий Мелешко.
- Александр Кулаков стал лучшим игроком сборной по показателю «полезности» +/-, заработав +6 очков. лучший ассистент сборной Сергей Заделенов с показателем −8 стал худшим по этому показателю.
- Больше всех штрафных минут набрал Владимир Денисов, который провёл на скамейке штрафников 14 минут. На две минуты меньше на скамейке провёл Артём Волков.
- Больше всех на площадке провёл вратарь Андрей Мезин, который отыграл 277 минут 22 секунды. За это время вратарь отразил 108 бросков по воротам из 130. Таким образом, показатель надёжности Андрея составил 83,08 %. По этому показателю Андрей занял второе место в сборной. Первое место в сборной по этому показателю принадлежит Степану Горячевских, который за 60 игровых минут отразил 34 броска из 40, что составляет 85 %. Третий вратарь сборной Белоруссии Сергей Шабанов провёл на площадке 21 минуту и 17 секунд. За это время он отразил 8 бросков из 10 (80 %).